# رود پروت
پروت رودی است که به دانوب می‌ریزد.